# Iguanodectes rachovii
Iguanodectes rachovii är en fiskart som beskrevs av Regan 1912. Iguanodectes rachovii ingår i släktet Iguanodectes och familjen Characidae. Inga underarter finns listade i Catalogue of Life.